# Швестка, Франц
Франц Швестка (болг. Франц Швестка, чеш. František Švestka, нем. Franz Schwestka; 1839 — 1883) — чешский дирижёр и композитор, известный как составитель первого сборника болгарских народных песен «Болгарский букет».
Учился музыке в Градце-Кралове и Праге, затем работал в оркестре в Градце-Кралове.
В 1879 году в Болгарии, отвоёванной российскими войсками у Османской империи, глава оккупационной администрации Александр Дондуков-Корсаков распорядился создать военные оркестры по образцу российских. Для этого были приглашены музыканты из Чехии, преимущественно из военной музыкальной школы Яна Павлиса. Швестка возглавил духовой оркестр ополчения области Восточная Румелия в Филиппополе. Для этого оркестра написал марши, посвящённые князю Александру Баттенбергу, генерал-губернатору Восточной Румелии Александру Богориди и командующему ополчением Восточной Румелии генералу Вильгельму Штрекеру, а также польки, вальсы и т. д.

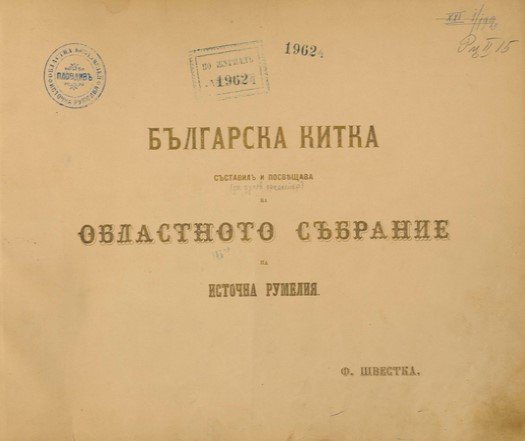
Обложка составленного Ф. Швесткой сборника «Болгарский букет»

В 1881 году составил сборник «Болгарский букет» (болг. Българска китка) — аранжировку народных песен (преимущественно болгарских, но также русских, турецких и чешских) для духового оркестра. Несмотря на то, что чешский музыкант имел очень приблизительное представление о болгарском музыкальном фольклоре и включил в сборник ряд городских мелодий, не относившихся в строгом смысле к болгарским народным, сборник имел большое значение как пионерский в своём роде. Швестка собственноручно изготовил 60 экземпляров для ближайших коллег. Областное собрание Восточной Румелии на своём заседании 18 мая 1882 года постановило наградить Швестку денежной премией в размере 20 турецких лир.
Умер от тифа.